# Centre national du cinéma et de l'image animée
Pour les articles homonymes, voir CNC.
Le Centre national du cinéma et de l’image animée (qui a gardé CNC comme sigle), appelé jusqu'en juillet 2009 Centre national de la cinématographie, est un établissement public à caractère administratif (EPA) français, doté de la personnalité juridique et de l'autonomie financière, qui a été créé par la loi du 25 octobre 1946. Il est placé sous l'autorité du ministère chargé de la Culture. 
Depuis 2009, six missions principales lui ont été assignées : 1º règlementation du cinéma ; 2º soutien à l'économie du cinéma, de l'audiovisuel et du multimédia ; 3º promotion du cinéma et de l'audiovisuel ; 4º protection et diffusion du patrimoine cinématographique ; 5º actions européennes et internationales ; 6º commission de classification.
Il contribue entre autres au financement de la Cinémathèque française.
Le président du CNC est Gaëtan Bruel à partir du 17 février 2025.

## Historique
La nécessité de créer un organisme professionnel permettant de réunir les professionnels du cinéma et de définir le cadre de leurs activités est apparue pour la première fois en 1936. Dans une analyse de l’industrie cinématographique qu'il publie pour le Conseil national économique, l'inspecteur des Finances Guy de Carmoy prévoit « une organisation corporative unique, obligatoire et dotée de pouvoir régalien ». C'est le régime de Vichy qui donnera suite à ce rapport en créant, en temps de guerre, deux organismes : le Comité d’organisation de l’industrie cinématographique (COIC) et la direction générale de la Cinématographie. À la Libération, le COIC est remplacé d’abord par un Office professionnel du cinéma (OPC). Enfin, le Centre national de la cinématographie est créé le 25 octobre 1946 d’une concertation entre les pouvoirs publics et les professionnels du cinéma. Sa création est aussi la conséquence de l'accord Blum-Byrnes, qui impose l'abrogation des règles d'interdiction de projection des films américains. Le 24 septembre 1948, le Journal officiel publie la première loi d'aide du CNC aux producteurs de films français et aux exploitants de salle grâce à un fonds d'aide alimenté par la taxe spéciale additionnelle.
En 1953, un nouveau décret établit la « prime à la qualité » pour le court métrage et en 1959 l'« avance sur recettes » pour le long métrage, afin d'aider les films « de nature à servir la cause du cinéma français ou à ouvrir des perspectives nouvelles à l'art cinématographique ».
D'abord sous la tutelle du ministère de l’Information, le CNC dépend ensuite du ministère de l’Industrie, dans une position ambiguë : il est un outil administratif de l'État tout en gardant son autonomie. La dimension culturelle aujourd'hui associée à la politique du cinéma est apportée par le ministre André Malraux, qui, le 3 février 1959, rattache le CNC au tout nouveau ministère de la Culture.
L'ordonnance no 2009-901 du 24 juillet 2009, prise en application de la loi du 5 mars 2009 relative à la communication audiovisuelle et au nouveau service public de la télévision, donne un nouveau nom à l'établissement (tout en lui conservant son sigle) et modifie les règles de fonctionnement. Désormais, le CNC dispose d’un conseil d'administration de douze membres comprenant des représentants de l'État, des magistrats de l'ordre administratif et judiciaire et des représentants du personnel. Il est dirigé par un président en lieu et place d'un directeur général. Cette même ordonnance a supprimé l'obligation faite aux acteurs de la création d’un film de détenir une carte professionnelle délivrée par le CNC.
En décembre 2014, le CNC choisit d'encadrer la rémunération des acteurs et actrices français. Au-delà d’un plafonnement fixé relativement au budget, les films ne bénéficieront plus des soutiens apportés par l'organisme.
En janvier 2015, le CNC a lancé en partenariat avec le ministère de la Culture un moteur de recherche permettant d'accéder à l'ensemble des offres légales existantes pour le téléchargement ou le visionnage en ligne d'un film. La base est également accessible depuis les sites à forte audience dans l'univers de l'actualité du cinéma comme Allociné, Télérama, Première et SensCritique.
En juin 2024, Dominique Boutonnat, président du CNC depuis 2019, est condamné à trois ans de prison dont un an ferme par le tribunal correctionnel de Nanterre pour avoir agressé sexuellement son filleul. Il a aussitôt annoncé sa démission de son poste de président du CNC tout en indiquant avoir fait appel de la décision de justice. Olivier Henrard assure la présidence du CNC par intérim de 2024 à février 2025.

## Missions
Le Centre national du cinéma et de l'image animée a six principales missions, désormais fixées à l'article L.111-2 du code du cinéma et de l'image animée.
La règlementation du cinéma
Le CNC délivre les autorisations d'exercice aux entreprises de production ou distribution. Il délivre les agréments et autorisations pour les œuvres cinématographiques, et tient les registres du cinéma et de l’audiovisuel (RPCA), dans lequel sont inscrits tous les actes relatifs à la création d'une œuvre audiovisuelle.
Il encadre également la programmation des salles de cinéma, contrôle la billetterie et les déclarations de recettes. Il recueille la taxe spéciale additionnelle (TSA) prélevée sur le prix des billets. Il délivre les autorisations d'exercice aux salles, en déléguant à la Commission supérieure technique de l'image et du son (CST) la vérification de la conformité aux normes et spécifications techniques.
Le soutien à l'économie du cinéma, de l'audiovisuel et du multimédia
Le CNC centralise et gère les soutiens financiers accordés par le ministère de la Culture à l'industrie cinématographique. Il apporte des aides à la création de films destinés aux salles de cinéma et à la télévision, notamment l'avance sur recettes. Il soutient également la création et la rénovation de salles, notamment le passage à la projection numérique.
La promotion du cinéma et de l'audiovisuel et leur diffusion auprès de tous les publics
Le CNC soutient financièrement le tirage de copies pour les petites et moyennes villes, la diffusion du cinéma d’auteur et les cinématographies peu diffusées, les ciné-clubs, les festivals de cinéma nationaux et internationaux (comme le festival de Cannes). Il met en place des programmes nationaux de sensibilisation au cinéma en milieu scolaire.Depuis 1996, le CNC gère également le catalogue de films documentaires Images de la culture, pour valoriser le documentaire de création dans le cadre de diffusion non-commerciales.
La protection et la diffusion du patrimoine cinématographique
La direction du Patrimoine cinématographique collecte, conserve, sauvegarde, traite physiquement et valorise le patrimoine cinématographique. Elle conserve notamment le dépôt légal des films.
Actions européennes et internationales
Le CNC définit et met en œuvre les politiques multilatérales européenne et internationale dans le secteur cinématographique et audiovisuel. Il est chargé du suivi de l'ensemble des sujets techniques et juridiques qui ont une incidence importante sur le secteur audiovisuel. Il apporte son soutien en faveur du cinéma dans les pays en développement.
Commission de classification
Le CNC, et plus particulièrement sa commission de classification, émet des avis concernant la délivrance des visas d'exploitation des œuvres cinématographiques. Ces avis sont alors transmis au ministre de la Culture, seul habilité à délivrer les visas. Ces visas informent les spectateurs sur le « contenu » des œuvres, et peuvent comporter une interdiction à la représentation en dessous d'un âge déterminé (interdiction aux moins de 12, 16 ou 18 ans) et éventuellement un avertissement à destination des spectateurs.
Commission images de la diversité
Le fonds images de la diversité est un projet créé en 2007 par le CNC et l'ANSE. Il vise à rassembler des photographies, vidéos et jeux vidéo sur le thème de la société française, et avec pour but de montrer les Français sous tous leurs aspects, de donner une "donner une représentation plus fidèle de la réalité française",. Dès le 21 décembre 2021, la commission était dirigée par Pap Ndiaye, alors directeur général du palais de la Porte-Dorée.
La commission a donné 12 574 100 € en soutien à 412 projets dans les trois premières années (2007 - 2010 : 8 208 200 € de la part de l'ASCE, 4 365 900 € de la part du CNC). Lors de la session du 6 avril 2022 de la commission, 19 projets ont été financés, et ce à hauteur de 414 000 €.
Les membres de la convention sont nommés tous les ans, et répartis en deux collèges.

## Budget
Le budget du CNC est principalement alimenté par des taxes spécifiques touchant le secteur de l'audiovisuel :
- la taxe spéciale additionnelle (TSA), prélevée à hauteur de 10,72 % sur le montant des tickets de cinéma ;
- la taxe sur les éditeurs et les distributeurs de services de télévision, qui se décompose en deux volets : la TST applicable aux éditeurs, portant notamment sur les recettes de publicité et de parrainage, sur les appels surtaxés et SMS et sur la contribution à l'audiovisuel public, et la TST-D, applicable aux distributeurs de services de télévision, portant sur les abonnements ;
- la taxe sur la diffusion en vidéo physique et en ligne de contenus audiovisuels.

Le produit de ces taxes a été fixé à 746 millions d'euros dans le budget 2024 du ministère de la Culture. De plus, le Ministère de la Culture, investit 3 millions d'euros dans le champ cinématographique, par le biais des Directions régionales des Affaires culturelles, notamment dans le cadre des actions d'éducation à l'image.
L'ampleur des recettes du CNC a donné lieu ces dernières années à plusieurs prélèvements budgétaires,. Cette situation a provoqué la publication de rapports sur les comptes du CNC, par la Cour des comptes et la commission des finances du Sénat.
Le rapport Marini du budget 2011 au Sénat critique la gestion et l'augmentation des dépenses de différents organismes parapublics, parmi ceux-ci figure, en bonne place, le CNC.
En septembre 2023, la Cour des comptes estime dans son rapport que les aides publiques envers les films français sont trop nombreuses, au regard des succès rencontrés en salle. L’institution pointe notamment le fait que les aides au cinéma continuent d'augmenter, tandis que les films sont de plus en plus nombreux à ne pas trouver de public. Ainsi, un tiers des films français réunissaient moins de 20 000 spectateurs en 2019, contre un quart une décennie plus tôt. Concernant leur rentabilité, seulement 2 % des films soutenus par l’avance sur recettes, l’aide la plus connue, sont rentabilisés en salle, calcul qui, cependant, ne prend pas en compte leur exploitation ultérieure. La Cour des comptes dénonce également un niveau de contrôle « sous-dimensionné au regard de la taille de l’opérateur » et de ses capacités financières (821 millions d’euros en 2022).

## Compte de soutien du cinéma français
Le Centre national du cinéma gère un compte de soutien (aides automatiques et sélectives au cinéma français) alimenté par : 
- la taxe spéciale additionnelle sur le prix des places de cinéma (10,72 % du prix du billet),
- la taxe sur les services de télévision (TST) acquittée par les éditeurs et distributeurs de services de télévision (5,15 % du chiffre d'affaires des chaînes de télévision[30], dont un peu plus du tiers est affecté au cinéma, et taxes des fournisseurs d'accès à internet)
- et la taxe sur l'édition vidéo (5,15 % du chiffre d'affaires des éditeurs et importateurs[30], dont 85 % sont affectés au cinéma)[31].

## Critiques et polémiques
En septembre 2023, la Cour des comptes dénonce des financements de films qui « ne trouvent pas leur public » mettant directement en cause les choix de financement du CNC, effectués a moyen de fonds publics.

## Dirigeants
- Michel Fourré-Cormeray (1945-1952)[33]
- Jacques Flaud (1952-1959)[34]
- Michel Fourré-Cormeray (1959-1965)[34]
- André Holleaux (1965-1969)[35],[36]
- André Astoux (1969-1973)[37]
- Pierre Viot (1973-1984)[38]
- Jérôme Clément (1984-1989)[39]
- Dominique Wallon (1989-1995)[40],[41]
- Marc Tessier (1995-1999)[42],[43]
- Jean-Pierre Hoss (1999-2001)[44],[45]
- David Kessler (2001-2004)[46]
- Catherine Colonna (2004 - mai 2005)[47]
- Véronique Cayla (juin 2005 - décembre 2010)
- Éric Garandeau (janvier 2011 - juillet 2013)[48]
- Frédérique Bredin (juillet 2013 - juillet 2019)[49]
- Olivier Henrard (juillet 2019 - président par intérim)[50]
- Dominique Boutonnat (juillet 2019 - juin 2024)
- Gaëtan Bruel (février 2025-)